# 東洋魔女
東洋魔女是日本國家女子排球隊在1960年代雄霸女子排球比賽時的外號。當時，排球隊在著名教練大松博文的帶領下，成就了世界大赛三聯冠。

## 概要

### 1961年歐洲遠征
日紡貝塚女子排球隊於1961年歐洲遠征，擊敗捷克、斯洛伐克和蘇聯等隊伍，獲得22連勝。蘇聯外電稱日紡貝塚女子排球隊為東洋颱風、東洋魔法師。出場成員是以下9名。
河西昌枝、姫田睦子、宮本恵美子、増尾光枝、中島澄子、西原篤子、谷田絹子、半田百合子、松村好子

### 1962年世界錦標賽
1962年世界排球錦標賽，日本國家女子排球隊以3-1獲得優勝。出場成員是以下12名。
河西昌枝、宮本恵美子、増尾光枝、谷田絹子、半田百合子、松村好子、青木洋子、山田暉子、松村勝美、本田憲子（以上、日紡貝塚女子排球隊）、磯辺サダ、篠崎洋子（以上、高中生）

### 1964年東京奧運
1962年世界錦標賽後、大松監督引退。
1964年10月23日、日本國家女子排球隊獲得金牌，決賽收視率達到66.8%。出場成員是以下12名。
河西昌枝、宮本惠美子、谷田絹子、半田百合子、松村好子、磯辺サダ、松村勝美、篠崎洋子、佐佐木節子、藤本佑子（以上、日紡貝塚女子排球隊）、近藤雅子（倉紡倉敷女子排球隊）、涉木綾乃（ヤシカ）

## 對文化的影響
由於東洋魔女的威力，當時有不少以日本女子排球隊為選材的日本漫畫誕生，例如：《青春火花》（サインはV）、《排球女將》等。這些漫畫，更多次被改編成為電視劇，而這些電視劇在香港的1970年代到1980年代都很受觀眾歡迎。

## 外部資料
- 日本テレビ - ヒーローが見た夢#6 （页面存档备份，存于）
- nikkansports.com 伝説－スポーツ王国日本　歴史を作った者たち－ 258連勝 ニチボー貝塚バレーボール部